# 比利亞伊夫卡 (新沃龍佐夫卡區)
47°19′28″N 33°42′7″E / 47.32444°N 33.70194°E
比利亞伊夫卡（烏克蘭語：Біляївка）是位於烏克蘭南部的村莊，由赫爾松州貝里斯拉夫區的新亞歷山德里夫卡市鎮負責管轄。該村始建於1888年，面積187.4平方公里，海拔高度77米，2001年人口699，人口密度每平方公里3.73人。